# ألبرتو فرنانديز (لاعب كرة قدم)
ألبرتو فرنانديز (بالإسبانية: Alberto Fernández García)‏ هو لاعب كرة قدم إسباني في مركز نصف الجناح، ولد في 9 يوليو 1999 في موراتايا في إسبانيا. لعب مع نادي فوينلابرادا.

## وصلات خارجية
- ألبرتو فرنانديز على موقع قاعدة بيانات كرة القدم.إي يو (الإنجليزية)
- ألبرتو فرنانديز على موقع Soccerway.com (الإنجليزية)